# Liste der Monuments historiques in Beaulieu-sur-Layon
Die Liste der Monuments historiques in Beaulieu-sur-Layon führt die Monuments historiques in der französischen Gemeinde Beaulieu-sur-Layon auf.

## Liste der Bauwerke
| Bezeichnung             | Beschreibung                                     | Standort | Kennzeichnung | Schutzstatus | Datum | Bild           |
| ----------------------- | ------------------------------------------------ | -------- | ------------- | ------------ | ----- | -------------- |
| Logis de la Pinsonnière | Haus, erbaut im 18. Jahrhundert                  | (Lage)   | PA00108967    | Inscrit      | 1984  |                |
| Hôtel Desmazières       | Hôtel particulier, erbaut im 17./18. Jahrhundert | (Lage)   | PA00108966    | Inscrit      | 1986  |                |
| Kirche Notre-Dame       | Erbaut im 12. Jahrhundert                        | (Lage)   | PA00108965    | Inscrit      | 1926  | weitere Bilder |

## Liste der Objekte
- Monuments historiques (Objekte) in Beaulieu-sur-Layon in der Base Palissy des französischen Kultusministeriums